# La Valletta Brianza
La Valletta Brianza ist eine italienische Gemeinde in der Provinz Lecco in der Region Lombardei mit 4644 Einwohnern (Stand 31. Dezember 2023). Die Gemeinde La Valletta Brianza ist durch Fusion der Gemeinden Perego und Rovagnate im Januar 2015 entstanden.

## Geographie
Die Gemeinde liegt etwa 13 km südlich der Provinzhauptstadt Lecco und 35 km nordöstlich der Metropole Mailand. Die umfasst die Fraktionen Albareda, Bagaggera, Barbabella, Bernaga, Brugolone, Casternago, Cerè, Cereda, Crescenzaga, Filatoio, Fornace Alta, Fornace Bassa, Francolino, Galbusera Bianca, Malnido, Malpensata, Monte, Molino, Ospedaletto, Perego, Rovagnate, Sara, Spiazzo und Zerbine. 
Die Nachbargemeinden sind Castello di Brianza, Missaglia, Montevecchia, Olgiate Molgora, Santa Maria Hoè und Sirtori.

## Bevölkerung
| Bevölkerungsentwicklung | Bevölkerungsentwicklung | Bevölkerungsentwicklung | Bevölkerungsentwicklung | Bevölkerungsentwicklung | Bevölkerungsentwicklung | Bevölkerungsentwicklung | Bevölkerungsentwicklung | Bevölkerungsentwicklung | Bevölkerungsentwicklung | Bevölkerungsentwicklung | Bevölkerungsentwicklung | Bevölkerungsentwicklung | Bevölkerungsentwicklung | Bevölkerungsentwicklung | Bevölkerungsentwicklung | Bevölkerungsentwicklung |
| ----------------------- | ----------------------- | ----------------------- | ----------------------- | ----------------------- | ----------------------- | ----------------------- | ----------------------- | ----------------------- | ----------------------- | ----------------------- | ----------------------- | ----------------------- | ----------------------- | ----------------------- | ----------------------- | ----------------------- |
| Jahr                    | 1861                    | 1871                    | 1881                    | 1901                    | 1911                    | 1921                    | 1931                    | 1951                    | 1961                    | 1971                    | 1981                    | 1991                    | 2001                    | 2011                    | 2022                    |                         |
| Einwohner               | 2032                    | 2148                    | 2093                    | 2523                    | 3066                    | 2934                    | 2845                    | 2903                    | 2889                    | 2968                    | 3192                    | 3654                    | 4156                    | 4676                    | 4674                    |                         |
| Quelle: ISTAT           |                         |                         |                         |                         |                         |                         |                         |                         |                         |                         |                         |                         |                         |                         |                         |                         |

## Sehenswürdigkeiten
- Kirche San Giorgio Martire. Die ursprüngliche Kapelle von Rovagnate wurde wahrscheinlich im 12. Jahrhundert erbaut, obwohl die erste urkundliche Erwähnung ihrer Existenz auf das Jahr 1420 zurückgeht. Das Bauwerk wurde zu Beginn des 16. Jahrhunderts erweitert und 1540 geweiht; im Liber seminari von 1564 wird es als Sitz eines von der Pieve San Vittore di Missaglia abhängigen Pfarrhauses angegeben. Aus dem Bericht über den Pastoralbesuch des Mailänder Erzbischofs Giuseppe Pozzobonelli im Jahr 1757 geht hervor, dass die Pfarrkirche San Giorgio, in der die Bruderschaften des Allerheiligsten Sakraments, des Heiligen Namens Gottes und des Heiligen Rosenkranzes ihren Sitz hatten, als Filialen die Oratorien des Heiligen Sakraments, des Heiligen Namens Gottes und des Heiligen Rosenkranzes hatte, hatte als Niederlassungen die Oratorien der Heiligen Katharina, der Heiligen Petronilla al Bosco, der Heiligen Veronika in Tremonte, der Heiligen Veronika in Hoè, des Heiligen Rocco in Ceredo, des Heiligen Franziskus im Bezirk Valbissera und des Heiligen Martin in Castrinago; Etwa fünfzehn Jahre später, im Jahr 1771, wurde das Gebäude restauriert. Im Jahr 1847 begannen die Arbeiten zur Vergrößerung der Kirche und 1877 wurde die Fassade nach einem Entwurf von Enrico Terzaghi fertiggestellt; in der Zwischenzeit hatte der Erzbischof Carlo Bartolomeo Romilli am 7. März 1854 die Pfarrei Rovagnatese in das Vikariat von Brivio aufgenommen. Das Bauwerk wurde im 20. Jahrhundert mehrmals restauriert; bei dieser Gelegenheit, 1970 wurde es an die nachkonziliaren Vorschriften angepasst. Das Innere des Gebäudes besteht aus einem einzigen Schiff, das von einem Tonnengewölbe mit Lünetten bedeckt ist, das in fünf Joche unterteilt und mit Fresken verziert ist; an den Seiten, die von Pilastern markiert werden, befinden sich auf jeder Seite zwei Kapellen, die durch Rundbögen dem Kruzifix und dem Heiligen Karl Borromäus auf der rechten Seite und dem Heiligen Georg und Unserer Lieben Frau vom Rosenkranz auf der linken Seite gewidmet sind.
- Kirche San Martino aus dem 11. Jahrhundert[2]
- Kirche von Galbusera (1841)[3]
- Kirche Sant’Ambrogio (1939)[4]
- Kirche Santa Marcellina (20. Jh.) in der Villa Sacro Cuore[5]

## Persönlichkeiten
- Giuseppe Ripamonti, Priester, Historiker
- Antonello Riva (* 28. Februar 1962 in Rovagnate, Lombardei), Basketballspieler
- Edgardo Franzosini, Schriftsteller

## Bilder

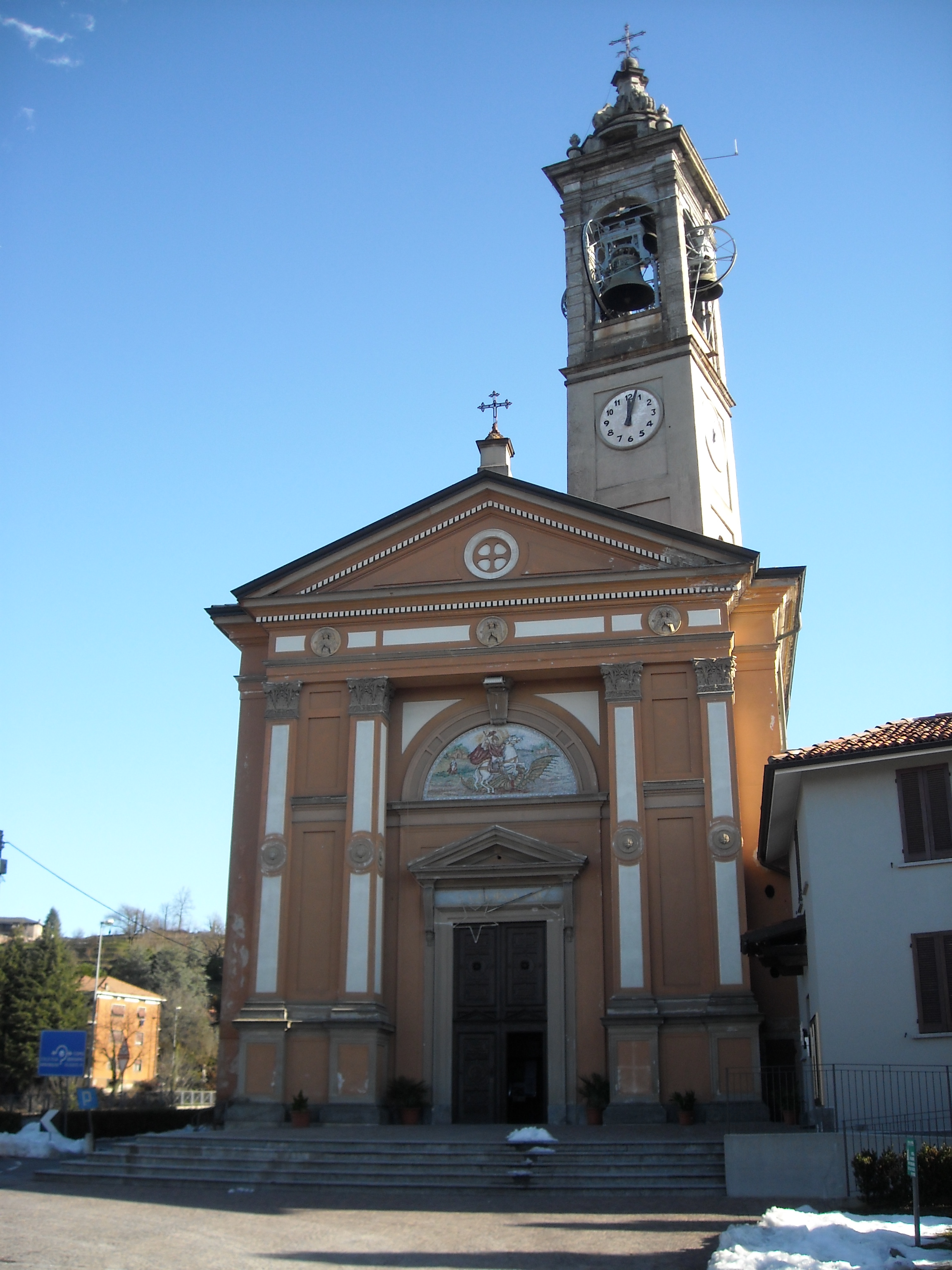
Pfarrkirche San Giorgio in Rovagnate
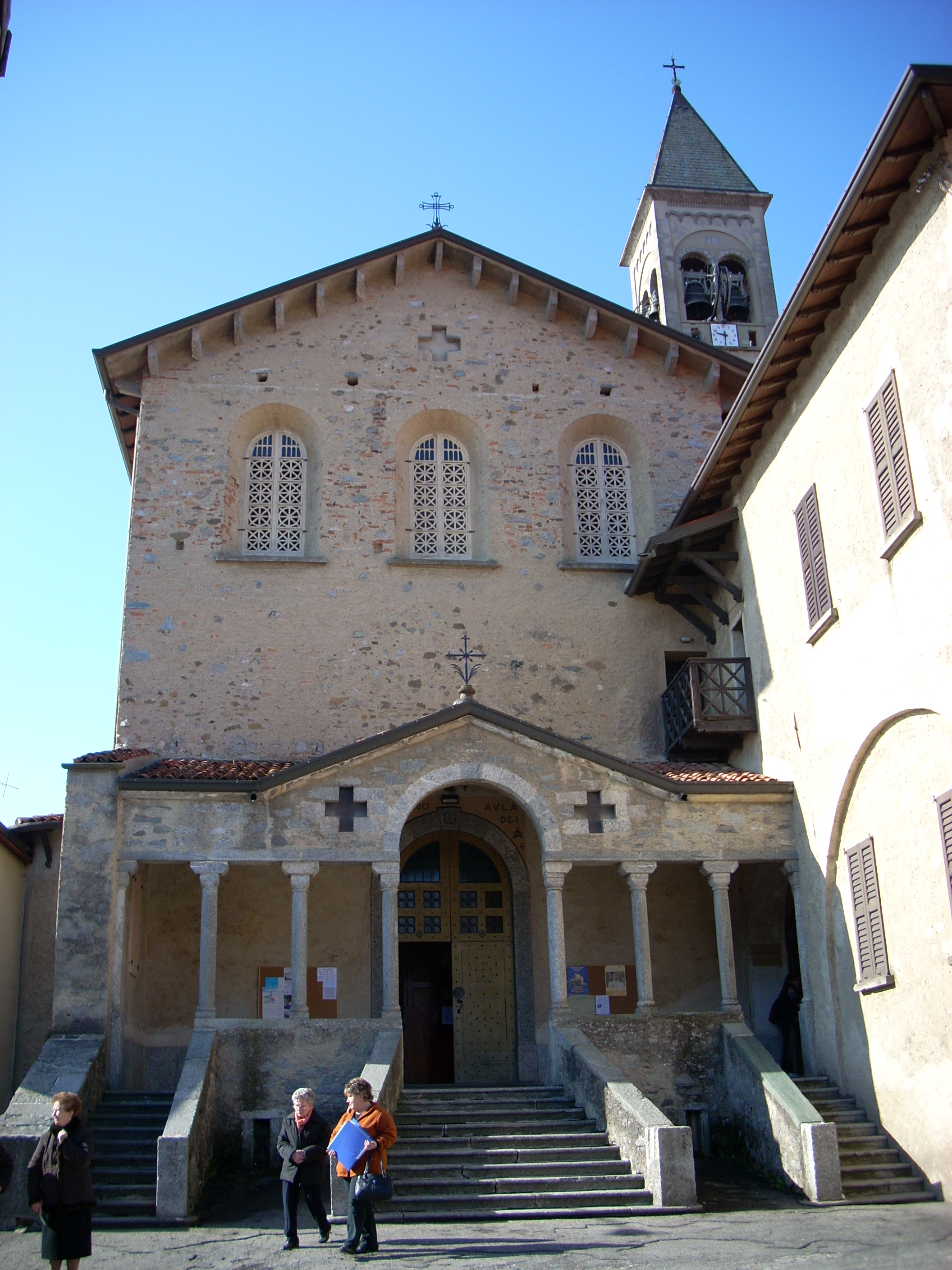
Pfarrkirche San Giovanni Evangelista in Perego
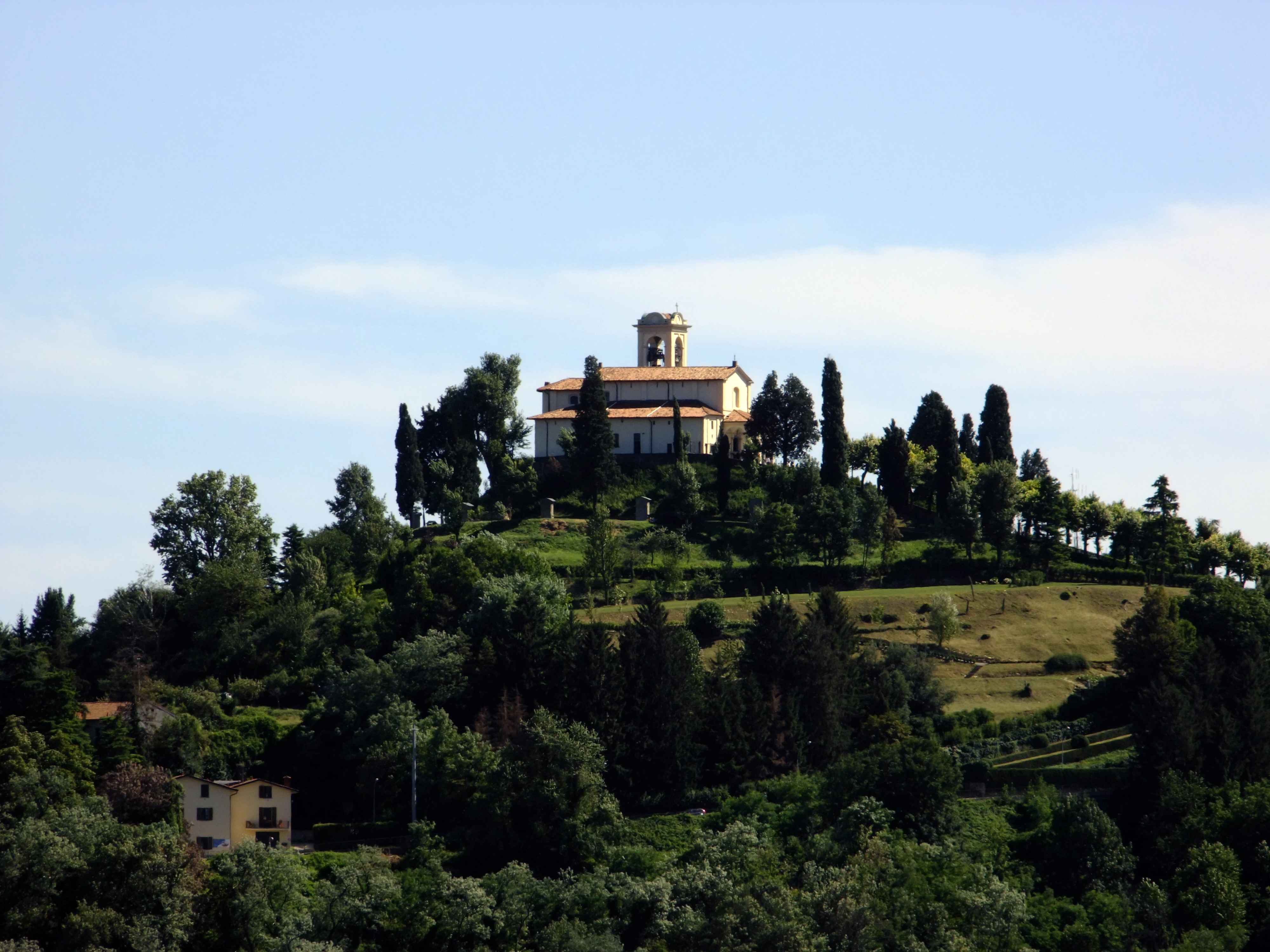
Kirche in Montevecchia
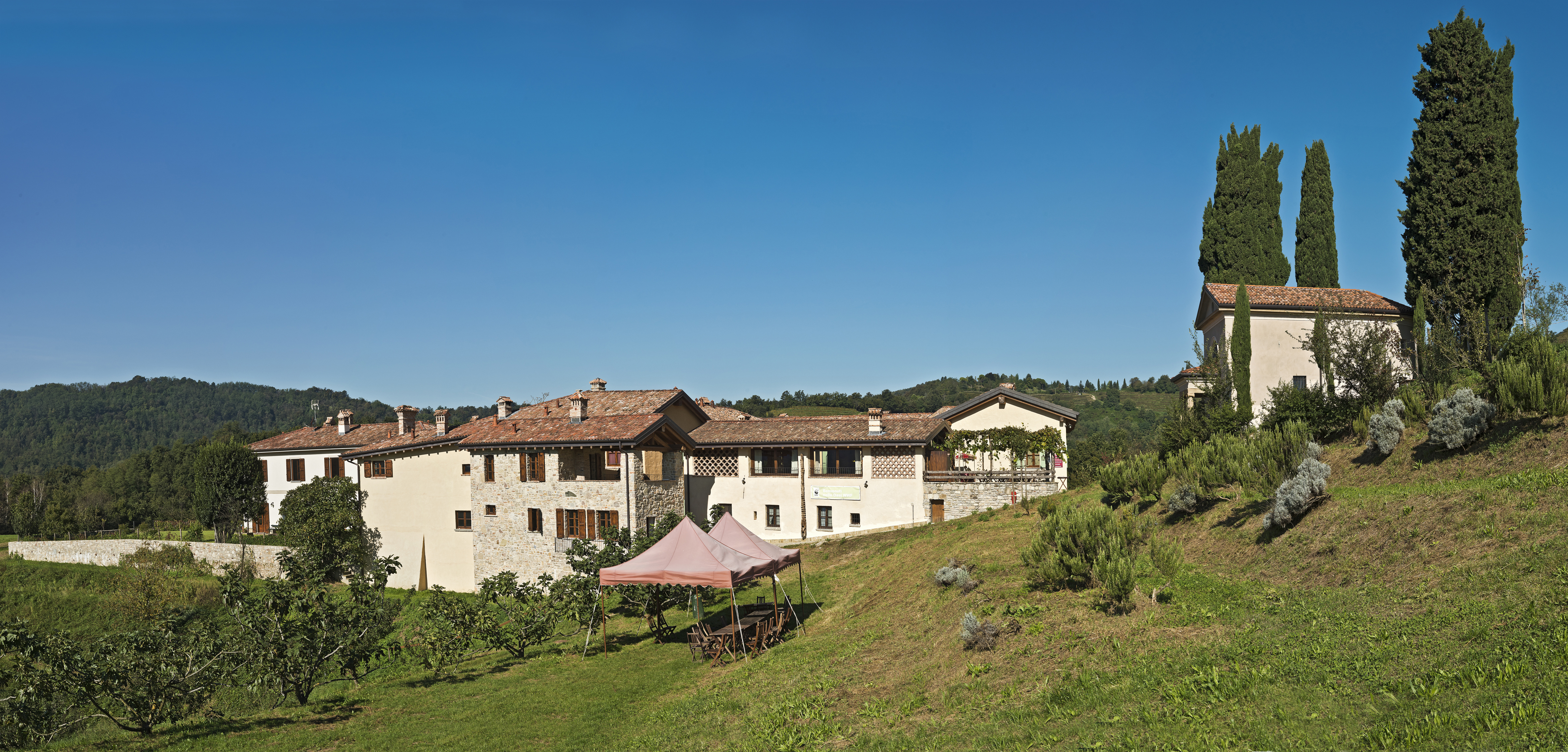
Fraktion Galbusera Bianca